# Per Carlsson (skeppsredare)
Per Gunnar Carlsson, född 25 februari 1912 i Annedals församling i Göteborg, död 1987 i Hovås, var en svensk skeppsredare.
Per Carlsson var son till skeppsredaren Gunnar Carlsson och Olga, ogift Hansen, äldre bror till Rolf Carlsson och kusin till Torkel Carlsson. Han läste juridik i Uppsala, blev juris kandidat där 1934 och gjorde sin tingstjänstgöring 1934–1935. Han gick i sin fars fotspår och började på Rederi AB Transatlantic 1935, blev direktörsassistent där 1941 och biträdande direktör 1948. Han var verkställande direktör vid Rederi AB Transocean 1944─1960, vid Rederi AB Transatlantic 1953–1972 och gick 1972 över till att bli arbetande styrelseordförande. Han lämnade denna post 1979.  
Carlsson var engagerad i Sveriges Redareförening, där han var vice ordförande 1951–1962 och ordförande 1962–1966. Han var vice ordförande i AB Götaverken från 1971, styrelseledamot i Göteborgs bogserings- & bärgnings AB 1950–1975, Lloyd's Registers svenska kommitté från 1958, Skandinaviska Enskilda Banken från 1958, AB Volvo från 1961, Investment AB Asken från 1964 (ordförande från 1971), Gamlestadens AB från 1964 (ordförande från 1971) samt ordförande i Rederi ab Transmark från 1973.
Han gifte sig 1936 med Anna-Lisa Frick (född 1911), dotter till bataljonsläkaren Erik Frick och Elizabeth, ogift Johansson. De fick barnen Peter Carlsson (född 1937), Elisabeth (född 1939) och Fabian Carlsson (född 1944).